# Glomera triangularis
Glomera triangularis är en orkidéart som beskrevs av Johannes Jacobus Smith. Glomera triangularis ingår i släktet Glomera och familjen orkidéer. Inga underarter finns listade i Catalogue of Life.